# Герберт Меєр
Герберт Меєр (нім. Herbert Meyer; 30 листопада 1910, Группенбюрен — 9 квітня 1945, Каттегат) — німецький офіцер-підводник, оберлейтенант-цур-зее резерву крігсмаріне (1 грудня 1942).

## Біографія
9 жовтня 1937 року вступив на флот. З травня 1941 року — командир корабля навчальної флотилії головнокомандувача обороною Балтійського моря, з липня 1942 року — 9-ї флотилії форпостенботів. В березні-серпні 1943 року пройшов курс підводника, у вересні-жовтні — курс командира підводного човна. З 4 грудня 1943 року — командир підводного човна U-804, на якому здійснив 2 походи (разом 122 дні в морі). 2 серпня 1944 року потопив американський есмінець «Фіске» водотоннажністю 1300 тонн; 33 з 213 членів екіпажу загинули. 9 квітня 1945 року U-804 був потоплений в Каттегаті північно-західніше Гетеборга (57°58′ пн. ш. 11°15′ сх. д.) ракетами тринадцяти бомбардувальників «Москіто». Всі 55 членів екіпажу загинули.